# Edmund Rubbra
Edmund Rubbra ( /ˈrʌbrə/ ; 23 de maig de 1901 – 14 de febrer de 1986) va ser un compositor britànic. Va compondre tant obres instrumentals com vocals per a solistes, grups de cambra, grans cors i orquestres. Va ser molt estimat pels seus col·legues músics i va assolir el cim de la seva fama a mitjans del segle xx. Les seves peces més conegudes són les seves onze simfonies. Tot i estar actiu en una època en què moltes persones escrivien música dodecafònica, va decidir no escriure en aquest estil; en canvi, va idear un estil propi i distintiu. Les seves obres posteriors no van ser tan populars entre el públic assistent a concerts com ho havien estat les anteriors, tot i que mai no va perdre el respecte dels seus col·legues. Per tant, la seva producció en conjunt és menys celebrada avui del que s'hauria esperat donada la seva popularitat inicial. Era germà de l'enginyer Arthur Rubbra.

## Vida primerenca
Va néixer Charles Edmund Rubbra a 21 Arnold Road, Semilong, Northampton. Els seus pares el van encoratjar en la música, tot i que no eren músics professionals. La seva mare tenia una bona veu i cantava al cor de l'església, mentre que el seu pare tocava una mica el piano d'oïda. La naturalesa artística i sensible de Rubbra es va fer evident des de ben petit. Recordava haver-se despertat un matí d’hivern, quan tenia uns tres o quatre anys, i adonar-se que hi havia alguna cosa diferent en la llum de la seva habitació; hi havia llum on normalment hi havia ombra, i viceversa. Quan el seu pare va entrar a l’habitació, Edmund li va preguntar per què passava això. El seu pare li va explicar que havia nevat durant la nit, i que la llum del sol es reflectia a la neu i entrava a l’habitació des de baix, en lloc de des de dalt, invertint així els patrons de llum i ombra. Quan Rubbra era molt gran, es va adonar que aquest "topsy-turveydom", com ell l'anomenava, l'havia fet utilitzar sovint peces breus de melodia que sonarien bé, tant en la seva forma original com quan s'invertiran (de manera que quan en la melodia original puja una certa quantitat, la invertida baixa el mateix). A continuació, va posar aquestes dues melodies juntes, però lleugerament desplaçades l'una de l'altra, de manera que l'oient escolta la melodia pujant, per exemple, després un eco on baixa.
Un altre record de la infància que Rubbra identificava com a influència posterior en la seva música va tenir lloc quan tenia nou o deu anys. Estava passejant amb el seu pare un calorós diumenge d’estiu. Mentre descansaven al costat d’un portell, contemplant Northampton, va sentir unes campanes llunyanes, "la música de les quals semblava suspesa en l’aire quiet", segons les seves pròpies paraules. Es va perdre en la màgia del moment, perdent tota consciència del paisatge al seu voltant i sentint únicament uns "sons que descendien lentament, aïllats de tot el que hi havia al seu voltant". Ell atribueix les "escales descendents que constantment actuen com a punts focals en [les seves] textures" a aquesta experiència.
Rubbra va prendre classes de piano amb una dona local de bona reputació que tenia un piano amb tecles d'ivori descolorides. Aquest instrument contrastava fortament amb el piano amb el qual Rubbra practicava, un piano vertical de demostració nou que la seva família havia rebut en préstec del seu oncle per matrimoni. Aquest oncle tenia una botiga de pianos i música, i els possibles compradors anaven a casa de Rubbra, on els demostraria la qualitat del piano tocant-los la Sonata en do de Mozart. Si s'aconseguia la venda, es donava comissió a la família Rubbra i un nou piano de demostració ocupava el lloc del venut.
El 1912, Rubbra i la seva família es van traslladar a una mica més d'un quilèmetre de distància a 1 Balfour Road, Kingsthorpe, Northampton, i es van traslladar de nou quatre anys més tard perquè el seu pare pogués iniciar el seu propi negoci venent i reparant rellotges. En aquesta casa, a sobre de la botiga, Edmund tenia el dormitori del darrere per a la seva feina, però les escales no eren prou amples per permetre pujar el piano, de manera que es va haver de treure el marc de la finestra de la seva habitació per treure el piano fora.

## Educació i carrera
Rubbra va començar a compondre quan encara era a l'escola. Un dels seus mestres, el senyor Grant, li va demanar de compondre un himne escolar. Hauria estat molt familiaritzat amb les melodies d'himnes, ja que assistia a una església congregacional i tocava el piano per a l'⁣escola dominical. També va treballar com a noi d'encàrrec mentre encara estava a l'escola, donant part dels seus guanys als seus pares.
A l'edat de 14 anys, Rubbra va deixar l'escola i va començar a treballar a l'oficina de Crockett and Jones, un dels molts fabricants de botes i sabates de Northampton. Edmund estava encantat de poder reunir una sèrie de segells de paquets i cartes enviats a aquesta fàbrica, ja que col·leccionar segells era un dels seus passatemps. Més tard, un oncle seu, propietari d'una altra fàbrica de botes i sabates, el va convidar a treballar amb ell. La idea era que Edmund comencés des de la base de l'empresa amb la perspectiva d'esdevenir-ne el propietari quan el seu oncle, que no tenia fills, morís. Edmund, influenciat per la manca d'entusiasme de la seva mare per la idea, va declinar. En canvi, va agafar una feina com a dependent de correspondència en una estació de ferrocarril. En el seu darrer any a l'escola havia après taquigrafia, que era una qualificació ideal per a aquest càrrec. També va continuar estudiant harmonia, contrapunt, piano i orgue, treballant en aquestes coses diàriament, abans i després de la seva feina de secretari.
Les primeres incursions de Rubbra en la composició de música de cambra van incloure una sonata per a violí i piano per a ell i el seu amic, Bertram Ablethorpe, i una peça per a un quartet de corda local. Solia reunir-se amb el jove compositor William Alwyn, que també era de Northampton, per comparar notes.
Rubbra va quedar profundament impactat per un sermó que va escoltar d’un missioner cristià xinès, Kuanglin Pao. Aquesta experiència el va inspirar a compondre Chinese Impressions, un conjunt de peces per a piano que va dedicar al predicador. Això va marcar l'inici d’un interès de per vida per les cultures orientals.
Amb 17 anys, Rubbra va decidir organitzar un concert dedicat íntegrament a la música de Cyril Scott, amb un cantant, violinista, violoncel·lista i ell mateix al piano, al Carnegie Hall de Northampton Library. Aquesta decisió va resultar ser molt important i canviaria la seva vida. El ministre de l’església de Rubbra va assistir al concert i, en secret, va enviar una còpia del programa a Cyril Scott. Com a resultat, Scott va acceptar Rubbra com a alumne. Gràcies al seu treball al ferrocarril, Rubbra podia obtenir descomptes en el transport ferroviari, i així podia arribar a casa de Scott en tren pagant només una quarta part de la tarifa habitual. Després d'un any més o menys, Rubbra va guanyar una beca a la Universitat de Reading. Gustav Holst es va convertir allà en un dels seus professors. Tant Scott com Holst tenien un interès per la filosofia i la religió orientals, la qual cosa va inspirar Rubbra a interessar-se més en el tema.
Holst també eraprofessor del Royal College of Music i va aconsellar a Rubbra que sol·licités una beca oberta allà. Es va seguir el seu consell i es va assegurar el lloc. Abans de l'últim any de Rubbra a la universitat, va ser convidat inesperadament a tocar el piano per a l'Arts League of Service Travelling Theatre en una gira de sis setmanes per Yorkshire, ja que el seu pianista habitual estava malalt. Va acceptar aquesta oferta malgrat que això significava perdre’s l’últim trimestre. La gira li va proporcionar una experiència inestimable en tocar i compondre música per al teatre, cosa de la qual mai es va penedir i que li va ser molt útil per al seu treball dramàtic posterior. A mitjans de la dècada de 1920, Rubbra guanyava diners tocant el piano per a ballarins del Ballet Diàguilev. Al voltant d'aquesta època es va fer molt amic de Gerald Finzi.
El 1941, Rubbra va ser cridat al servei militar. Després de 18 mesos, li van assignar un lloc d’oficina, novament gràcies al seu coneixement de la taquigrafia i la mecanografia. Mentre hi treballava, dirigia una petita orquestra amb l’ajuda d’un contrabaixista de la BBC. El War Office li va demanar que formés un trio de piano per tocar música de cambra clàssica a les tropes. Rubbra va estar content de complir, i el trio, amb William Pleeth el violoncel·lista, el violinista Joshua Glazier i ell mateix al piano, van trigar sis mesos a adquirir un repertori de música de cambra. Es va formar "The Army Classical Music Group", que després es va ampliar a set persones. En una ocasió, un agent d'entreteniment entusiasmat va pensar que hi hauria un públic millor anunciant-se amb grans cartells com a "Ed Rub & his seven piece Band". Van viatjar per Anglaterra i Escòcia i després a Alemanya, amb el seu propi piano de cua que, amb les cames retirades per al transport, els va convertir en un seient a la part posterior del camió de transport.
Després de la guerra, el 4 d'agost de 1947 (festa de Sant Domènec), Rubbra es va convertir en catòlic romà, escrivint una missa especial en celebració. També en aquesta època, la Universitat d'Oxford estava formant una facultat de música. Van convidar Rubbra a ser-hi professor. Després de pensar molt, va acceptar el càrrec. De 1947 a 1968, Rubbra va ser professor a la Facultat de Música i membre del Worcester College d'Oxford. El trio de l'exèrcit es va mantenir reunint, tocant als clubs i emetent durant uns quants anys, però finalment Rubbra va estar massa ocupat per continuar-hi.
És una mesura de l'alta estima que es tenia Rubbra als anys quaranta, que la seva Sinfonia Concertante i la seva cançó Morning Watch es toquessin al costat d'obres com The Dream of Gerontius d'⁣Elgar, Missa Brevis de Kodály i Job de Vaughan Williams, al Festival de Tres Corals de 1948.
Quan Vaughan Williams va saber que la Universitat de Durham anava a conferir un D.Mus honorari a Rubbra el 1949, li va escriure una carta molt breu: "Estic encantat d'escoltar l'honor que la Universitat de Durham s'està conferint a si mateixa".
Rubbra va rebre una sol·licitud de la BBC per escriure una peça per a la coronació de la reina Isabel II. El resultat va ser Ode to the Queen, per a veu i orquestra, amb textos isabelins. En relació amb la mateixa ocasió, va ser convidat per Benjamin Britten per contribuir a un treball col·laboratiu, un conjunt de Variacions sobre un tema isabelí. Inicialment va acceptar, però després es va retirar; aleshores, Britten va demanar a Arthur Oldham i Humphrey Searle que ocupessin el seu lloc.
Quan Rubbra es va jubilar d'Oxford, el 1968, no va deixar de treballar; només va començar a ensenyar a la Guildhall School of Music and Drama on els seus estudiants incloïen Michael Garrett i Christopher Gunning. Tampoc va deixar de compondre. De fet, va mantenir aquesta activitat fins al final de la seva vida: va començar una 12a Simfonia el març de 1985, menys d'un any abans de la seva mort, però només es va completar una pàgina de la partitura curta manuscrita (que portava l'opus número 164). Va morir a Gerrards Cross el 14 de febrer de 1986.
Ronald Stevenson va resumir l'estil de l'obra de Rubbra de manera força succinta quan va escriure: "En una època de fragmentació, Rubbra es presenta (amb uns quants altres) com a compositor d'una música d'unitat".
Sir Adrian Boult va elogiar el treball de Rubbra dient que "mai no ha fet cap esforç per popularitzar res del que ha fet, però segueix creant obres mestres".

## Vida personal
Rubbra es va casar tres vegades, primer el 1925 amb la seva patrona Lilian Duncan. Aquest matrimoni mai es va consumar i el 1933 Rubbra es va casar amb Antoinette Chaplin, una violinista francesa. Van fer una gira per Itàlia junts, a més de fer recitals a París i emissions de ràdio. Van tenir dos fills, Francis (1935–2012) i Benedict (1938-2024, pintor), i el matrimoni va durar fins a finals de la dècada de 1950.
A la dècada de 1930 Rubbra era pacifista i vegetarià, però va abandonar el vegetarianisme durant la Segona Guerra Mundial mentre estava a l'exèrcit per por a la fam. Tot i que es va convertir en un devot catòlic a través d'una conversió de mitjana edat, també estava interessat en el pensament oriental i el misticisme, passant per una fase budista.
El 1975, Rubbra es va casar amb Colette Yardley, amb qui havia tingut un fill (nascut el 1974) anomenat Adrian. En el moment del naixement d'Adrian, Colette estava casada amb el veí de Rubbra, Hugo Yardley.

## Composicions
Rubbra no va basar la seva composició en regles formals, preferint treballar des d'una idea inicial i descobrir la música tal com componia. El seu estil està més preocupat per les línies melòdiques de la seva música que amb els acords, i això li dóna una sensació vocal. Va trobar molt emocionant el seu mètode de composició, treballar a partir d'una sola idea melòdica i deixar créixer la música a partir d'això.

### Simfonies
No va ser fins al 1937 que la primera simfonia de Rubbra va ser completada. Les simfonies 2, 3 i 4 van seguir en ràpida successió, amb la quarta finalitzada el març de 1942. Les va descriure com a "facetes diferents d’un mateix pensament", ja que cadascuna era una reacció a l'última.
La seva Cinquena Simfonia va començar l'agost de 1947. Des de la Quarta Simfonia havia passat prou temps per permetre que aquesta nova simfonia no tingués relació. Grover reconeix una "sensació de relaxació generada per una major flexibilitat en el tractament dels materials", que distingeix aquesta obra de les simfonies anteriors. La Sisena i la Setena simfonies van seguir el 1954 i el 1957.
Les quatre últimes simfonies de Rubbra tornen a mostrar un canvi d'enfocament. Ell mateix ho va identificar quan va dir, "en gran part de la meva música posterior, un interval musical particular, més que una tonalitat, subjau a la construcció de l'estructura". Aquestes simfonies van ser compostes entre 1968 i 1979. Tots estan disponibles en CD. Richard Hickox va gravar el cicle complet de simfonies a Chandos Records.

### Música vocal
La gran majoria (42 de 59 obres) de les obres corals de Rubbra tenen textos religiosos o filosòfics, d'acord amb el seu interès per aquests temes. La seva primera obra coral va ser l'op. 3, escrit el 1924, i el seu darrer va ser l'op. 164, escrit el 1984, només dos anys abans de la seva mort. Va escriure per a veus infantils i madrigals, a més de produir misses i motets, inclosos els Nine Tenebrae Motets, op. 72, establint els responsoris del Dijous Sant d'una manera intensament dramàtica. El 1948 va compondre Missa Sancti Dominici, op. 66, per celebrar la seva conversió al catolicisme romà. La raó d'aquest títol particular és que va ser rebut a l'església la festivitat de Sant Dominique, el 4 d'agost. El seu Magnificat i Nunc Dimittis en la bemoll encara es representa a les catedrals anglicanes i a les esglésies parroquials més grans.
Les cançons de Rubbra no són gaire conegudes, però, de nou, van abastar tota la seva vida compositiva: Rosa Mundi, op. 2, va ser la primera publicada, l'any 1921; Fly Envious Time, op. 148, va ser l'última, l'any 1974, inscrit en "in Memoriam Gerald Finzi". Menys de la meitat d'elles tenen el piano especificat per al seu acompanyament, i només una no està acompanyada. Els altres tenen el quartet de corda, l'orquestra de corda o l'arpa com a acompanyament escollit, excepte les tres cançons publicades com a Ode to the Queen, que tenen un acompanyament orquestral complet.

### Música de cambra
Encara que Rubbra era un bon pianista, les seves obres per a piano sol ocupen només una part menor de la seva producció. Tanmateix, va escriure música de cambra diversa al llarg de la seva carrera. Considerava que la seva Sonata per a violí, op. 31, que va escriure el 1932, va ser la primera de les seves composicions que es va prendre seriosament en el món musical. El primer quartet de corda va ser compost només un any després. Durant molt de temps Rubbra no estava satisfet amb aquesta peça, tot i que Ralph Vaughan Williams hi estava molt interessat. Finalment el va revisar a fons i el va publicar el 1946, amb una inscripció a Vaughan Williams, i va destruir el final original. Van seguir altres tres quartets de corda a llargs intervals. L'últim va ser escrit el 1977 en memòria de Bennett Tarshish, un jove admirador nord-americà de l'obra de Rubbra, que va morir a trenta anys. Aquesta peça mostra el mateix mètode de confiança en un interval o intervals determinats (aquí la setena) en lloc d'una tonalitat particular, que també és evident en les simfonies posteriors de Rubbra. Els Quartets han aparegut tots al segell Dutton Epoch.
La Sonata per a violoncel de 1946 va ser dedicada a William Pleeth (el violoncel·lista de The Army Classical Music Group) i la seva dona. De vegades va ser interpretada per Jacqueline du Pré, que va ser alumne de William Pleeth. El Segon trio amb piano de Rubbra, op. 138, va ser interpretat per primera vegada pels membres de The Army Classical Music Group, que es van reunir de nou especialment per a aquesta actuació l'any 1970, tot i que Glazier havia estat substituït per Gruenberg.
El repertori per a flauta de bec va ser augmentat i potenciat amb diverses obres compostes per Rubbra. Foreman considera que aquestes peces són "significatives per la seva demostració d'un estil idiomàtic de flauta de bec que col·loca amb èxit l'instrument com un igual a altres instruments". Aquesta música de flauta dolça va ser escrita per a Carl Dolmetsch, fill d'⁣Arnold Dolmetsch, i gairebé totes les peces fan referència a la música del segle XVI, per exemple, Passacaglia sopra 'Plusieurs Regrets' per a flauta de bec i clavicèmbal.
Altres obres de cambra de l'obra de Rubbra inclouen les per a oboè, cor anglès i viola.

### Altres obres
La música incidental de diverses obres de teatre va formar una part petita però significativa de la producció de Rubbra. La més llarga d'aquestes és la partitura inèdita de Macbeth. El 1933, va escriure una òpera en un acte, encara manuscrita, que originalment va anomenar Bee-bee-bei, però rebatejada amb The Shadow. Reflecteix el seu interès per l'Est, ja que està ambientada al Caixmir.
Les seves tres obres per a instruments de metall van ser encarregades. Una d'elles, Variations on "The Shining River", va ser una prova per als Brass Band Championships of Great Britain, 1958, celebrats al Royal Albert Hall.
L'última obra completa de Rubbra va ser la seva Sinfonietta per a gran orquestra de cordes, op. 163, que va ser encarregada per l'⁣Albany Symphony Orchestra, per a la seva interpretació el 1986 com a part de les celebracions del tricentenari de la fundació de Nova York. La dedicatòria és "Per a Adrian i Julian", Julian [Yardley] (n. 1942) és el germà gran d'Adrian i el fillastre de Rubbra després del seu matrimoni amb Adrian i la mare d'en Julian el 1975. La Sinfonietta va rebre excel·lents crítiques de premsa.
Rubbra també és conegut per la seva orquestració de 1938 de l'obra per a piano de Johannes Brahms Variations and Fugue on a Theme de Händel. També va orquestrar el Preludi en sol menor de Rakhmàninov, encara que quan va ser gravat per Frederick Fennell i la London Pops Orchestra l'any 1959 per a Mercury, No se li va donar el degut crèdit a la funda ni a l'etiqueta del disc.

## Llista parcial d'obres

### Orquestral
- Simfonies
  - Simfonia núm. 1, op. 44 (1935–37)
  - Simfonia núm. 2 en re, op. 45 (1937, rev. 1950)
  - Simfonia núm. 3, op. 49 (1938–39)
  - Simfonia núm. 4, op. 53 (1940–42)
  - Simfonia núm. 5 en si bemoll, op. 63 (1947–48)
  - Simfonia núm. 6, op. 80 (1953–54)
  - Simfonia núm. 7 en do, op. 88 (1956–57) (dedicada a l'⁣Orquestra Simfònica de la Ciutat de Birmingham i estrenada per ells amb la direcció d'⁣Andrzej Panufnik)
  - Simfonia núm. 8, op. 132, Hommage à Teilhard de Chardin (1966–68)
  - Simfonia núm. 9, op. 140, Resurrecció (també coneguda com a Sinfonia Sacra) (1968–72)
  - Simfonia núm. 10, op. 145, da Camera (1974)
  - Simfonia núm. 11, op. 153, a Colette (1980)
  - Sinfonietta per a gran orquestra de corda, Op.163
- A Tribute, op. 56 (1942) per a la celebració del 70è aniversari de Ralph Vaughan Williams
- Improvisacions sobre peces virginals de Giles Farnaby, op. 50
- Overture Resurgam (Plymouth 1942), op. 149

### Concertant
- Piano
  - Concert per a piano, op. 30 (1932, estrenat el 1933, després retirat)
  - Sinfonia Concertante en Do, Op. 38 (1934–36, rev. principis de la dècada de 1940)
  - Concert per a piano en sol, op. 85 (1956)
- Violí
  - Concert per a violí en la, op. 103
  - Improvisació per a violí i orquestra, op. 89
- Viola
  - Concert per viola en la, op. 75
- Violoncel
  - Soliloquy, op. 57 per a violoncel, dues trompes, timbals i cordes

### Instrumental
- Sonates per a violí
  - Sonata per a violí núm. 1, op. 11
  - Sonata per a violí núm. 2, op. 31
  - Sonata per a violí núm. 3, op. 133
- Sonata per a violoncel en sol, op. 60
- Meditationi sur Coeurs Désolés (per a flauta dulce i clavecí o flauta o oboè i piano), op. 67
- Sonata per a oboè en do, op. 100
- Meditations on a Byzantine Hymn (per a viola sol), op. 117
- Sonatina per a flauta dolça i clavecí, op. 128
- Fantasia on a Chord: per a Flauta de tres quartos, clavicèmbal i viola da Gamba (ad lib.), op. 154
- Duo per a corn anglès i piano, op. 156

### Cambra
- Quartets de corda
  - Quartet de corda núm. 1 en fa menor, op. 35
  - Quartet de corda núm. 2 en mi bemoll, op. 73
  - Quartet de corda núm. 3, op. 112
  - Quartet de corda núm. 4, op. 150
- Trio amb piano núm. 1, op. 68, en un sol moviment
- Trio amb piano núm. 2, op. 138
- Fantasia on a Theme of Machaut, op. 86, per a flauta, clavicèmbal i quartet de corda
- Moviment líric per a quartet de corda i piano, op. 24

### Coral
- Dormi Jesús, op. 3
- Cinc motets, op. 37 per a cor SATB no acompanyada
- Cinc madrigals, op. 51 per a cor SATB no acompanyada
- Missa Cantuariensis, op. 59 per a doble cor
- Magnificat i Nunc dimittis en la bemoll, op. 65 per a cor i orgue
- Missa in honorem Sancti Dominici, op. 66 (la primera missa catòlica romana de Rubbra i el resultat de la seva conversió)
- Tres motets, op. 76 per a cor SATB no acompanyat
- Nine Tenebrae Motets, op. 72 (a, b i c, tres conjunts de tres escrits durant un període)
- Festival Gloria, op. 94 per a cor SATB no acompanyada
- That Virgin's Child Most Meek, op. 114
- And when the builders op. 125 per a cor i orgue SATB
- Missa Brevis, op. 137 per a veus agudes i orgue

### Per a cor i orquestra
- The Morning Watch, op. 55
- Song of the Soul, op. 78
- Inscape (Gerard Manley Hopkins), Op. 122
- Veni Creator Spiritus, Op. 130

### Música de piano
- Sonatina, Op. 19
- Introducció i fuga, op. 19c
- Preludi i fuga sobre un tema de Cyril Scott (també tocat a l'orgue), op. 69
- Nou peces didàctiques, op. 74 (requereix un segon pianista)
- Introducció, Ària i fuga, Op. 104
- Vuit preludis, op. 131
- Quatre estudis, op. 139
- Invenció sobre el nom de Haydn, op. 160
- Fantasia-fuga, Op. 161
- Fukagawa (sense opus)
- Nemo fuga (sense opus)

### Canóns
- Two Songs, Op. 2
  - 1. Easter
  - 2. Rosa Mundi
- Two Songs with String Quartet, Op. 3
  - 1. Tears
  - 2. A Litany
- Two Songs, Op. 4
  - 1. The Mystery
  - 2. Jesukin
- O My Deir Hert, Op. 5
- Two Songs with String Quartet, Op. 7
  - 1. Rejection
  - 2. Entrez-y-Tous en Sûreté
- Four Songs, Op. 8
  - 1. A Cradle Song
  - 2. There Is a lady
  - 3. Who Is Sylvia?
  - 4. Orpheus
- Three Songs, Op. 13
  - 1. Out in the Dark
  - 2. Hymn to the Virgin
  - 3. It Was A Lover
- Two Songs, Op. 14
  - 1. The Night
  - 2. Slow Spring
- Rune of Hospitality, Op. 15
- Two Songs, Op. 17
  - 1. A Prayer
  - 2. Invocation to Spring
- Rhapsody, Op. 18
- A Duan of Barra, Op. 20
- Soontree, Op. 21
- Two Songs, Op. 22
  - 1. Take, O Take Those Lips Away
  - 2. Why So Pale and Wan
- The Song of the Laverock, Op. 23
- Ballad of Tristram, Op. 26
- A Widow Bird State Mourning, Op. 28
- Four Mediaeval Latin Lyrics, Op. 32
  - 1. Rondel: Tempus Est Iocundum
  - 2. Plaint: Dum Estas Inchoatur
  - 3. Pastoral: Ecce, Chorus Virginum
  - 4. Lament: Planctus
- In Dark Weather, Op. 33
- Five Sonnets, for tenor and strings, Op. 42
- Amoretti: Five Sonnets, Op. 43
- Nocturne, Op. 54
- Three Psalms, Op. 61
  - 1. O Lord, Rebuke Me Not
  - 2. The Lord Is My Shepherd
  - 3. Praise Ye the Lord
- O Excellent Virgin Princess, Op. 77
- Ode To The Queen, Op. 83
  - 1. Sound Forth, Celestial Organs
  - 2. Fair As Unshaded Light
  - 3. Yet Once Again Our Measures Move
- Two Sonnets by William Alabaster, Op. 87
  - 1. Upon the Crucifix
  - 2. On the Reed of Our Lord's Passion
- No Swan So Fine, Op. 91
- Cantata Pastorale, Op. 92
- The Jade Mountain, Op. 116
  - 1. A Night Thought On Terrace Tower
  - 2. On Hearing Her Play the Harp
  - 3. An Autumn Night Message
  - 4. A Song of the Southern River
  - 5. Farewell To a Japanese Buddhist Priest Bound Homeward
- Salve Regina, Op. 119
- Fly Envious Time, Op. 148

## Publicacions
Rubbra va escriure nombrosos articles durant la seva vida, tant sobre la seva pròpia música com la d'altres, com Gerald Finzi, Constant Lambert, John Ireland, Paul Hindemith, Ralph Vaughan Williams, Gustav Holst, Benjamin Britten, Johann Sebastian Bach, Alexander Scriabin, Béla Bartók. i Dmitri Xostakóvitx. A mitjans del segle XX va escriure "Gramophone Notes" per a The Month, una revista catòlica publicada a Anglaterra. També va fer diverses gravacions de discursos per a la BBC.